# Coccophagus afrangiatus
Coccophagus afrangiatus är en stekelart som beskrevs av Gennaro Viggiani 1994. Coccophagus afrangiatus ingår i släktet Coccophagus och familjen växtlussteklar.
Artens utbredningsområde är Spanien. Inga underarter finns listade i Catalogue of Life.